# Beyləqan (Stadt)
Beyləqan (auch Beylagan) ist eine Stadt in Aserbaidschan und Verwaltungssitz des Bezirks Beyləqan. Die Einwohnerzahl beträgt 16.800 (Stand: 2021). 2014 hatte die Stadt etwa 15.900 Einwohner.

## Geschichte
An dem Ort befand sich in der Antike die Stadt Palakatan, die vom sassanidischen Herrscher Qobad gegründet wurde und im 5. Jahrhundert Hauptstadt des Staates Albania war. Nach der islamischen Eroberung wurde sie unter dem Namen Beyləqan eine florierende Handelsstadt an der Straße von Ardabil nach Bərdə. Der Name Beyləqan ist vermutlich vom kurdischen Stamm der Belikân abgeleitet, der in den nahen Bergen lebte.
Die Stadt wurde im 13. Jahrhundert durch die Mongolen zerstört. Die Ruinen des historischen Beyləqan liegen nahe der heutigen Stadt.
In der sowjetischen Zeit wurde dort der Sowchos Nr. 5 gegründet. Am 10. September 1932 erhielt dessen Wohnsiedlung mit dem vollen Namen Possjolok Sowchosa № 5 Milskoi gruppy sowchosow („Siedlung des Sochos Nr. 5 der Milsker Sowchosgruppe“) den Status einer Siedlung städtischen Typs, am 24. Januar 1939 den Namen Schdanowsk (russisch Ждановск; aserbaidschanisch Jdanov) nach dem Politiker Andrei Schdanow (1896–1948). Am 2. August 1966 wurden die Stadtrechte verliehen. Seit 1989 trägt die Stadt den Namen ihres historischen Vorgängers, angepasst an das moderne Aserbaidschanisch.